# Неверовский, Александр Фёдорович
Александр Фёдорович Неверовский (16 октября 1844 — первая половина февраля 1892) — генерал-майор Генерального штаба, начальник войскового штаба Терского казачьего войска и военный писатель.

## Биография
Сын подполковника Федора Степановича Неверовского и дочери над.сов. Марии Павловны Белецкой-Носенко. Двоюродный брат - генерал-лейтенант Александр Андреевич Неверовский.
Неверовский прошёл обучение во 2-м кадетском корпусе и во 2-м Константиновском военном училище. В 1862 году он, уже произведённый в чин прапорщика, был определён в 8-й драгунский Астраханский полк: вступление его в службу датируется 16 июня 1862 года. По другим данным, в прапорщики он был произведён 12 июня 1863 года, а 16 февраля 1867 года — в штабс-капитаны. После четырёхлетней службы в полку Неверовский поступил в Николаевскую академию Генерального штаба, которую окончил по первому разряду (по другим данным, второму разряду). В 1870 году его перевели в Генеральный штаб. Вскоре Неверовский, будучи уже в чине капитана (с 8 апреля 1873 года), сначала получил должность делопроизводителя по учебной части Елизаветградского кавалерийского училища, а затем и преподавателя военных наук. С 1875 года он был определён для особых поручений в штаб Киевского военного округа, а вскоре уже был переведён в войсковой штаб войска Донского. В 1877 году Неверовского определили исправляющим должность начальника штаба 39-й пехотной дивизии. 27 марта 1877 года он был произведён в подполковники. Неверовский принимал участие в русско-турецкой войне 1877—1878 года. 20 апреля 1880 года он был произведён в полковники и 17 марта 1881 года назначен командующим 1-го Уланского конного полка Кубанского казачьего войска. На этой должности он пробыл до 12 февраля 1886 года. В 1889 году (по другим данным, 30 августа 1890 года) Неверовский получил звание генерал-майора и с 15 марта того же года должность начальника войскового штаба Терского казачьего войска «с зачислением по генеральному штабу», на которой оставался до своей смерти в первой половине февраля 1892 года.
В браке у Неверовского родился один сын - Евгений (7.9.1874), штаб-ротмистр на 1909 г. Арестован 28 октября 1937 г. Приговорен: , обв.: по ст. 58-10, 58-11. Приговор: к ВМН. Расстрелян 14 декабря 1937 г. Реабилитирован 13 декабря 1957 г.
Кроме двух книг, Неверовский был регулярным автором «Военного сборника» с 1872 года.

## Награды
За свою службу Неверовский получил несколько наград:
- орден Св. Станислава 3-й степени (1872);
- орден Св. Анны 3-й степени (1883);
- орден Св. Станислава 2-й степени (1884);
- орден Св. Анны 2-й степени (1887).

## Сочинения
- «Снаряжение войск: — пехота» (вып. I, Киев, 1872)
- «Воспитание и обучение кавалерии» (книга для кавалерийских офицеров и юнкеров. Елизаветград, 1874)